# Roques de l'Espluga
Les Roques de l'Espluga és una muntanya de 1.493 metres que es troba al municipi de Gombrèn, a la comarca catalana del Ripollès.